# Canottaggio ai Giochi della XXIX Olimpiade - 2 senza maschile

## Batterie
Hanno partecipato alle batterie di qualificazione 14 equipaggi, suddivisi in 3 batterie: i primi 3 di ogni batteria si sono qualificati per le semifinali, gli altri hanno effettuato i ripescaggi.
- Sabato 9 agosto 2008, ore 16:10-16:40

| Posizione | Paese       | Atleta                                | Tempo   | Note |
| --------- | ----------- | ------------------------------------- | ------- | ---- |
| 1         | Francia     | Erwan Peron e Nikolaos Skiathitis     | 6:46.57 | SF   |
| 2         | Italia      | Giuseppe De Vita e Raffaello Leonardo | 6:51.01 | SF   |
| 3         | Canada      | David Calder e Scott Frandsen         | 6:54.88 | SF   |
| 4         | Polonia     | Piotr Hojka e Jaroslaw Godek          | 7:01.90 | R    |
| 5         | Stati Uniti | Tyler Winklevoss e Cameron Winklevoss | 7:13.64 | R    |

| Posizione | Paese       | Atleta                              | Tempo   | Note |
| --------- | ----------- | ----------------------------------- | ------- | ---- |
| 1         | Australia   | Drew Ginn e Duncan Free             | 6:41.15 | SF   |
| 2         | Sudafrica   | Shaun Keeling e Ramon di Clemente   | 6:45.26 | SF   |
| 3         | Germania    | Tom Lehmann e Felix Drahotta        | 6:48.60 | SF   |
| 4         | Regno Unito | Robin Bourne-Taylor e Tom Solesbury | 6:59.48 | R    |
| 5         | Danimarca   | Morten Nielsen e Thomas Larsen      | 7:17.43 | R    |

| Posizione | Paese         | Atleta                              | Tempo   | Note |
| --------- | ------------- | ----------------------------------- | ------- | ---- |
| 1         | Nuova Zelanda | Nathan Twaddle e George Bridgewater | 6:41.65 | SF   |
| 2         | Serbia        | Goran Jagar e Nikola Stojić         | 6:46.71 | SF   |
| 3         | Rep. Ceca     | Jakub Makovička e Václav Chalupa    | 6:52.50 | SF   |
| 4         | Croazia       | Siniša Skelin e Nikša Skelin        | 7:16.35 | R    |

## Ripescaggi
I primi 3 equipaggi si sono qualificati per le semifinali A e B, gli altri hanno effettuato la Finale C.
- Lunedì  11 agosto 2008, ore 16:50-17:00

| Posizione | Paese       | Atleta                                | Tempo   | Note |
| --------- | ----------- | ------------------------------------- | ------- | ---- |
| 1         | Stati Uniti | Tyler Winklevoss e Cameron Winklevoss | 6:36.87 | SF   |
| 2         | Croazia     | Siniša Skelin e Nikša Skelin          | 6:38.30 | SF   |
| 3         | Danimarca   | Morten Nielsen e Thomas Larsen        | 6:38.33 | SF   |
| 4         | Regno Unito | Robin Bourne-Taylor e Tom Solesbury   | 6:41.43 | FC   |
| 5         | Polonia     | Piotr Hojka e Jaroslaw Godek          | 6:44.19 | FC   |

## Semifinali
I primi tre equipaggi delle semifinali A e B si sono qualificati per la finale A, gli altri hanno effettuato la finale B.
- Mercoledì  13 agosto 2008, ore 16:10-16:30

| Posizione | Paese         | Atleta                              | Tempo   | Note |
| --------- | ------------- | ----------------------------------- | ------- | ---- |
| 1         | Canada        | David Calder e Scott Frandsen       | 6:34.02 | FA   |
| 2         | Nuova Zelanda | Nathan Twaddle e George Bridgewater | 6:36.05 | FA   |
| 3         | Sudafrica     | Shaun Keeling e Ramon di Clemente   | 6:37.18 | FA   |
| 4         | Rep. Ceca     | Jakub Makovička e Václav Chalupa    | 6:37.88 | FB   |
| 5         | Francia       | Erwan Peron e Laurent Cadot         | 6:44.29 | FB   |
| 6         | Croazia       | Siniša Skelin e Nikša Skelin        | 7:14.50 | FB   |

| Posizione | Paese       | Atleta                                | Tempo   | Note |
| --------- | ----------- | ------------------------------------- | ------- | ---- |
| 1         | Australia   | Drew Ginn e Duncan Free               | 6:34.29 | FA   |
| 2         | Stati Uniti | Tyler Winklevoss e Cameron Winklevoss | 6:36.65 | FA   |
| 3         | Germania    | Tom Lehmann e Felix Drahotta          | 6:37.26 | FA   |
| 4         | Serbia      | Goran Jagar e Nikola Stojić           | 6:38.96 | FB   |
| 5         | Italia      | Giuseppe De Vita e Raffaello Leonardo | 6:47.30 | FB   |
| 6         | Danimarca   | Morten Nielsen e Thomas Larsen        | 6:48.65 | FB   |

## Finali

### Finale C
- Mercoledì  13 agosto 2008, ore 17:20-17:30

| Posizione | Paese       | Atleta                              | Tempo   |
| --------- | ----------- | ----------------------------------- | ------- |
| 1         | Regno Unito | Robin Bourne-Taylor e Tom Solesbury | 6:46.83 |
| 2         | Polonia     | Piotr Hojka e Jaroslaw Godek        | 6:53.68 |

### Finale B
- Venerdì  15 agosto 2008, ore 17:20-17:30

| Posizione | Atleta    | Paese                                 | Tempo   |
| --------- | --------- | ------------------------------------- | ------- |
| 1         | Serbia    | Goran Jagar e Nikola Stojić           | 6:49.12 |
| 2         | Rep. Ceca | Jakub Makovička e Václav Chalupa      | 6:52.57 |
| 3         | Francia   | Erwan Peron e Laurent Cadot           | 6:54.40 |
| 4         | Danimarca | Morten Nielsen e Thomas Larsen        | 6:55.37 |
| 5         | Italia    | Giuseppe De Vita e Raffaello Leonardo | 7:04.91 |
| 6         | Croazia   | Siniša Skelin e Nikša Skelin          | 7:11.19 |

### Finale A
- Sabato 16 agosto 2008, ore 16:30-16:40

| Posizione | Atleta        | Paese                                 | Tempo   |
| --------- | ------------- | ------------------------------------- | ------- |
|           | Australia     | Drew Ginn e Duncan Free               | 6:37.44 |
|           | Canada        | David Calder e Scott Frandsen         | 6:39.55 |
|           | Nuova Zelanda | Nathan Twaddle e George Bridgewater   | 6:44.19 |
| 4         | Germania      | Tom Lehmann e Felix Drahotta          | 6:47.40 |
| 5         | Sudafrica     | Shaun Keeling e Ramon di Clemente     | 6:47.83 |
| 6         | Stati Uniti   | Tyler Winklevoss e Cameron Winklevoss | 7:05.58 |